# Mimela seminigra
Mimela seminigra är en skalbaggsart som beskrevs av Ohaus 1908. Mimela seminigra ingår i släktet Mimela och familjen Rutelidae. Inga underarter finns listade i Catalogue of Life.